# Belondira clava
Belondira clava är en rundmaskart. Belondira clava ingår i släktet Belondira och familjen Belondiridae. Inga underarter finns listade i Catalogue of Life.